# Distretto di Assaphone
Il distretto di Assaphone è uno dei quindici distretti (mueang) della provincia di Savannakhet, nel Laos. Ha come capoluogo la città di Assaphone.